# P21-aktivierte Kinase 3
PAK 3 ist ein Enzym, das vom Gen PAK3 kodiert wird und zu den Serin/Threonin-Proteinkinasen gehört. Es spielt eine wichtige Rolle bei verschiedenen Signaltransduktionsprozessen der Zelle, unter anderem bei der Zellmigration, der Regulation des Zytoskeletts und des Zellzyklus.

## Familie
Die p21-aktivierte Kinase 3 gehört zur Familie der p21-aktivierten Kinasen, die man in zwei Unterfamilien einteilen kann: Die erste Gruppe besteht aus den Enzymen PAK1, PAK2 und PAK3, die sich alle dadurch auszeichnen, dass sie durch Binden an aktivierte CDC42 und RAC1 aktiviert werden, während die zweite Gruppe um PAK4, PAK6 und PAK5 von CDC42 und RAC1 unabhängig ist.

## Tiermodell
Wird PAK1 oder PAK3 inaktiviert, so hat das bei Mäusen nur moderate Folgen. Erst die gleichzeitige Hemmung von PAK1 und PAK3 führt zwar zu gesund geborenen Mäusen, aber zu schweren Defekten in der weiteren Gehirnentwicklung, was an vermindertem neuronalen Zellvolumen, an verminderter Anzahl an Axonen und Dendriten und verringerter Synapsendichte liegt. In ihrem Verhalten zeigten sie die Mäuse daraufhin hyperaktiv und ängstlich und wiesen Lerndefizite auf; die elektrophysiologische Aktivität im Hippocampus war abnormal und die Aktivität von Cofilin an den Synapsen war erhöht.